# Micaela Nevárez
Micaela Nevárez (Carolina, 1º gennaio 1972) è un'attrice portoricana.
Micaela debutta nel film Princesas del 2005 diretto da Fernando León de Aranoa a 32 anni. Si preparò come attrice a New York e Londra. Sembra che, dalle dichiarazioni dell'attrice, la scelta fatta dal regista per farle interpretare il ruolo, non nacque da un provino ma da un incontro casuale in un ristorante di New York. Le sue parole: Fue el típico sueño de una actriz que se encuentra a un director en un restaurante de Nueva York, te ve y te dice que le recuerdas al personaje que está escribiendo.

## Filmografia
- Princesas (2005)

## Premi
- 2006 Premio Goya alla miglior attrice debuttante
- 2006 Premio Unione attori spagnoli  (Premios Unión de Actores) miglior esordiente femminile